# Скин Даймънд
Скин Даймънд (на английски: Skin Diamond), известна и като Рейлин Джой, е артистичен псевдоним на Рейлин Джой Кристинсън (Raylin Joy Christensen) – настояща американска певица, авторка на песни, актриса в игрални филми, модел и бивша порнографска актриса.

## Ранен живот
Родена е на 18 февруари 1987 г. в град Вентура, щата Калифорния, САЩ и е от смесен етнически произход - етиопски, датски, чешки, югославски и германски.
Макар че е родена в САЩ, прекарва по-голямата част от ранните си години в Шотландия. Дъщеря е на мисионери, като баща ѝ Род Кристинсън е и актьор. Като малка, заедно със семейството си, се занимава с уличен театър, изпълнение на песни и други изяви с религиозна насоченост. Учи в град Дънфърмлин, но на 15-годишна възраст напуска училище.

## Кариера
Ранна кариера като модел
Започва кариерата си като модел и позира за марки като „Луис Витон“, „Американ Апарел“ и „Ацуко Кудо“.
В порнографската индустрия
Дебютира като актриса в порнографската индустрия през 2009 г.
Най-напред участва във фетиш сцена, след което снима няколко филма в Париж.
През 2014 г. дебютира и като режисьор с филма „Skin Diamond's Dollhouse“.
Признания
Поставена е на 27-о място в класацията на списание „Комплекс“ – „Топ 50 на най-горещите чернокожи порнозвезди за всички времена“, публикувана през септември 2011 г.
Американският таблоид „LA Weekly“ я нарежда на 3-то място в списъка си на „10-те порнозвезди, които могат да бъдат следващата Джена Джеймисън“ (2013 г.).
През 2014 г. е избрана за любимка на месец юли на списание „Пентхаус“.
Включена е и в списъците от 2014, 2015 и 2016 г. на „Мръсната дузина: най-популярните звезди в порното (най-големите звезди на порното)“ на телевизионния канал CNBC.
Мейнстрийм изяви
Даймънд се впуска също и в музикалната индустрия с песента си „Sex In A Slaughter House“, към която е направен и видеоклип.
Участва във видеоклиповете на песните „Take it to the Hub“ на американския рапър Кулио, „John Doe“ на B.o.B и Priscilla и „Бюст“ на рапъра Waka Flocka Flame.
Играе една от главните роли в американски мини сериал „Подчинение“ (2016).

## Награди и номинации
Носителка на индивидуални награди
- 2012: Urban X награда за изпълнителка на годината.[23]
- 2013: XBIZ награда за най-добра поддържаща актриса – „Отмъщението на дребните“.[24]
- 2014: AVN награда за най-добра сцена с орален секс – „Кожа“ (сцена 1).[25]
- 2014: AVN награда за най-добра секс сцена с двойно проникване – „Кожа“ (с Марко Бандерас и Принс Яшуа).[25]

Номинации
- 2012: Номинация за AVN награда за най-добра нова звезда.[26]
- 2012: Номинация за AVN награда за най-добра POV секс сцена.[26]
- 2012: Номинация за AVN награда за най-добра сцена с орален секс.[26]
- 2012: Номинация за AVN награда за най-добра секс сцена с тройка (момиче-момиче-момче).[26]
- 2012: Номинация за AVN награда за най-добра секс сцена с тройка (момиче-момче-момче).[26]
- 2012: Номинация за Urban X награда за изпълнителка на годината.[27]
- 2013: Номинация за AVN награда за изпълнителка на годината.[28]
- 2013: Номинация за XBIZ награда за изпълнителка на годината.[29]
- 2013: Номинация за XRCO награда за изпълнителка на годината.[30]
- 2013: Номинация за XRCO награда за оргазмен аналист.[30]
- 2013: Номинация за NightMoves награда за най-добра етническа изпълнителка.[31]
- 2014: Номинация за AVN награда за изпълнителка на годината.[32]
- 2014: Номинация за XRCO награда за изпълнителка на годината.[33]
- 2014: Номинация за XRCO награда за супермръсница.[33]
- 2014: Номинация за XRCO награда за оргазмен оралист.[33]
- 2015: Номинация за AVN награда за изпълнителка на годината.[34]
- 2015: Номинация за XBIZ награда за изпълнителка на годината.[35]